# Années 1110 av. J.-C.
Les années 1110 av. J.-C. couvrent les années de 1119 av. J.-C. à 1110 av. J.-C.

## Événements
- 1120-1111 av. J.-C. : règne de Ramsès X, pharaon de la XXe dynastie égyptienne[1].

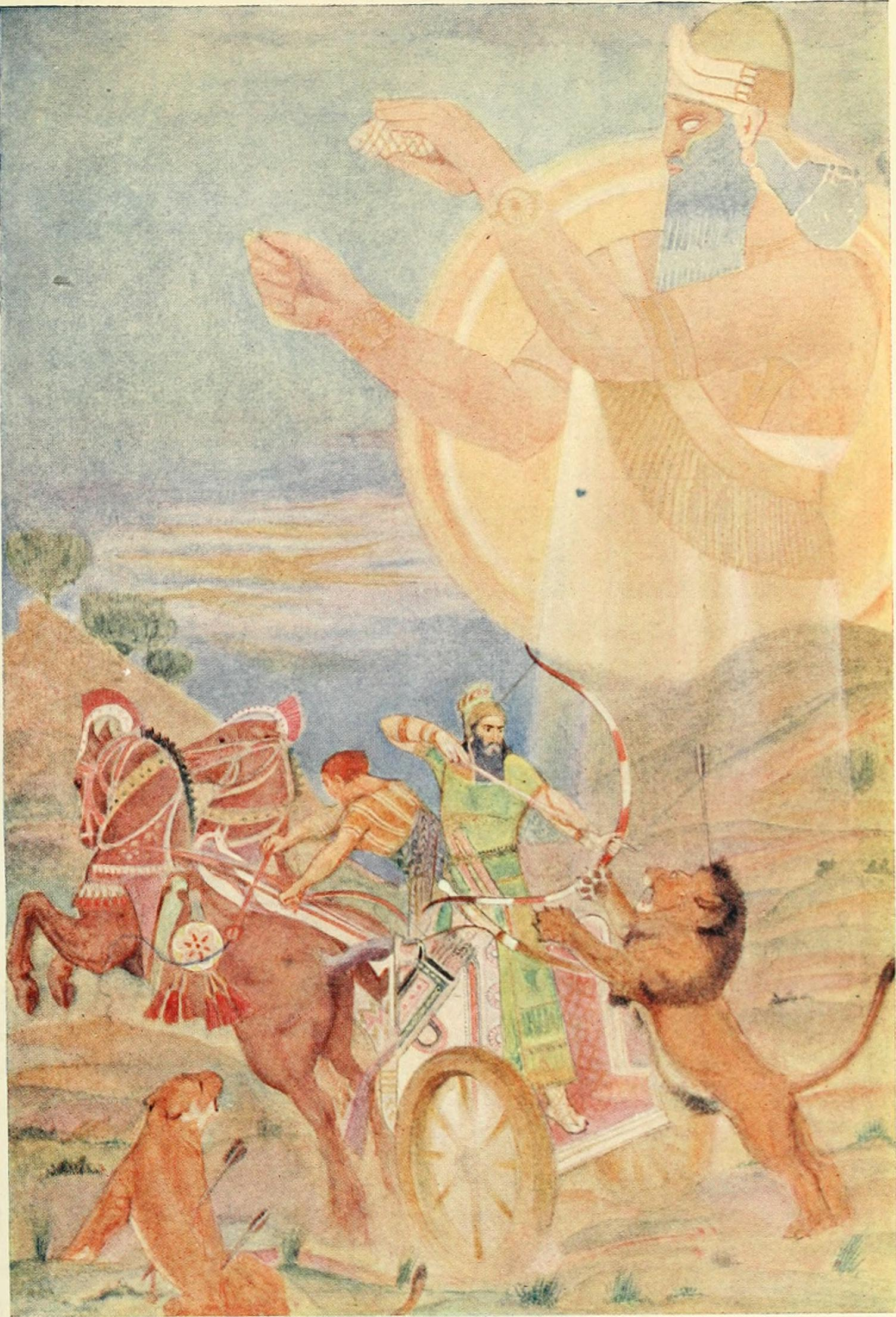
Teglath-Phalasar Ier conduit par Ninib, représenté dans un ouvrage de 1916, Myths and legends of Babylonia and Assyria.

- 1115-1077 av. J.-C. : règne de Teglath-Phalasar Ier, roi d’Assyrie[2].
- Vers 1115 av. J.-C. : les Mouskhi (Phrygiens) franchissent les Monts Taurus avec 20 000 hommes et descendent la vallée du Tigre en direction de Ninive. Les Lullubi et les Gutis du Zagros se montrent également hostiles. Les Araméens, établis le long de l’Euphrate, commencent à franchir le fleuve. Les Babyloniens repoussent la frontière sur le Zab inférieur, prennent et pillent Ekallâtum sur le Tigre (près d’Assur). Téglath Phalasar marche d’abord sur les Mouskhi qu’il massacre avec leurs alliés. Puis pour assurer la frontière septentrionale, il marche vers l’Arménie jusqu’au nord du lac de Van où il érige une stèle. Au cours d’autres campagnes, de 1112 à 1073 av. J.-C., il rejette les Araméens de l’autre côté de l’Euphrate et les poursuit jusqu’au Jebel Bishri, en Syrie. Il atteindra la côte phénicienne où il recevra le tribut d’Arwad, de Byblos et de Sidon. Enfin, il marche victorieusement sur Babylone, qui est prise en 1087 av. J.-C.[2].

- Vers 1111-1081 av. J.-C. : règne de Ramsès XI, pharaon de la XXe dynastie égyptienne[1].

- Vers 1110 av. J.-C. : les Assyriens adoptent le calendrier babylonien[réf. nécessaire].